# Blanche Charlet
Valentine Blanche Charlet MBE (23 de mayo de 1898 - 11 de octubre de 1985), cuyo nombre en clave era Christiane, sirvió en Francia como agente de la Dirección de Operaciones Especiales (Special Operations Executive, SOE) clandestina del Reino Unido durante la Segunda Guerra Mundial. El objetivo de la SOE era llevar a cabo actividades de espionaje, sabotaje y reconocimiento en la Europa ocupada contra las potencias del Eje. Los agentes del SOE en Francia se aliaron con grupos de la Resistencia francesa y les suministraron armas y material lanzados en paracaídas desde Inglaterra. Charlet era mensajera. Fue detenida y encarcelada por los alemanes que ocupaban Francia, pero escapó y regresó sana y salva a Inglaterra.

## Antecedentes
Charlet nació en Londres, de padres belgas, el 23 de mayo de 1898. De adulta dirigió una galería de arte en Bruselas. Cuando la Alemania nazi invadió Bélgica en mayo de 1940, huyó a Inglaterra. Se alistó en el Servicio de Transporte Femenino. Su dominio del francés llamó la atención del SOE. Su inglés era sólo «pasable». Nunca se casó.

## SOE
Con cuarenta y cuatro años cuando se incorporó al SOE, Charlet era una de las agentes más veteranas de la Sección F (francesa) del SOE. Se la describía como pequeña, morena, atractiva y vivaz. Se formó con el primer grupo de agentes femeninas de la Sección F del SOE, Andrée Borrel, Yvonne Rudellat y Marie-Thérèse Le Chêne, y con ella misma. Debido a su edad, no recibió entrenamiento de paracaidismo, sino que aterrizó en una feluca convertida para uso militar en la Riviera Francesa, en la Francia de Vichy, el 1 de septiembre de 1942. Hasta el 11 de noviembre de 1942, la Francia de Vichy no estaba ocupada por la Alemania nazi, sino que colaboraba con los alemanes. Los agentes del SOE corrían peligro de ser detenidos tanto por la policía francesa como por los alemanes.
Tras aterrizar, Charlet viajó a Cannes, pero su contacto allí había sido detenido. Al no conocer a nadie más, se dirigió al norte, a Lyon, para reunirse con otro contacto, Virginia Hall, a quien debía sustituir. En su lugar, Hall la dirigió a la Red de Ventrílocuos dirigida por Philippe de Vomécourt. La primera tarea de Charlet fue encontrar un piso franco desde el que el operador de radio Brian Stonehouse pudiera transmitir y recibir mensajes. Encontró una casa de alquiler en Feyzin, un suburbio del sur de Lyon, y a partir de entonces hizo de correo entre Vomécourt y Stonehouse. Charlet y Stonehouse fueron detenidos el 24 de octubre de 1942 mientras él enviaba un mensaje por radio al cuartel general del SOE en Londres. Charlet se culpó a sí misma de la detención de Stonehouse, ya que había visto furgonetas detectoras de radio alemanas en la zona, pero no se lo dijo a Stonehouse. Durante su detención, intentó suicidarse.

## Encarcelamiento y fuga
Muchos agentes del SOE fueron torturados y ejecutados tras sus detenciones, pero Charlet demostró su habilidad en los interrogatorios para presentarse como una mujer vacua e ignorante de política, inventando elaboradas historias sobre amantes y desmayándose ante la presión de sus interrogadores. En noviembre de 1942 fue condenada a prisión en la cárcel de Castres, en el sur de Francia. La prisión, gestionada por los franceses, no era muy segura. El 16 de septiembre de 1943, al menos 37 prisioneros se fugaron. Charlet y los demás presos habían conseguido pistolas y llaves de las celdas y los guardias estaban encerrados o engañados. Los fugados se dividieron en pequeños grupos, Charlet y Suzanne Warenghem, una joven francesa que había sido mensajera de la línea de evasión de Pat O'Leary (y casada con el soldado británico y traidor Harold Cole), permanecieron juntas. Charlet y Warenghem llegaron a campo abierto y, ayudados por un granjero local, se refugiaron en un monasterio benedictino. Allí se refugiaron en una casa de huéspedes durante dos meses antes de que los monjes les llevaran a una línea de fuga que ayudaba a la gente a huir de Francia cruzando a pie las montañas de los Pirineos hasta España. La intensa nevada les impidió cruzar las montañas.
Tras fracasar en su intento de cruzar a España, Charlet y Warenghem, ahora en contacto con el cuartel general del SOE en Londres, emprendieron una saga a campo traviesa. Primero viajaron a París y luego a Lyon. Charlet temía que la reconocieran en Lyon y viajó a las montañas Jura, cerca de la frontera con Suiza, para trabajar como mensajera y guía del SOE. En abril de 1944, el SOE consiguió que Charlet y Warenghem escaparan de Francia. Para ello, cruzaron Francia de nuevo hasta Bretaña, donde fueron recogidos en una playa por una pequeña embarcación, y remaron mar adentro hasta un torpedero a motor, una operación peligrosa ya que los alemanes estaban fortificando la costa francesa en previsión de una invasión aliada. Durante su huida, les dispararon, pero su barco superó a los perseguidores alemanes y llegaron sanos y salvos a Plymouth el 20 de abril de 1944.

## Honores y premios
El 19 de febrero de 1946, Charlet fue nombrado Miembro de la Orden del Imperio Británico (MBE) por el rey Jorge VI por «los servicios prestados en Francia durante la ocupación enemiga».